# 圖爾蓋海峽
圖爾蓋海峽（英語：Turgai Strait）是中生代至新生代期間的一大片內海。它從現在的裏海以北延伸到“古北極”地區，存在於中侏羅世到漸新世之間，大約距今1億6千萬年至2900萬年。
圖爾蓋海峽將南歐和西南亞分裂成許多大島嶼，並將歐洲與亞洲分開，隔離了動物種群。
圖爾蓋海峽得名於現今哈薩克的圖爾蓋盆地，圖爾蓋河的一段流經該盆地。